# Natasha Collins
Natasha Collins (ur. 7 lipca 1976 w Luton, zm. 3 stycznia 2008 w Londynie) – brytyjska aktorka i modelka.

## Życiorys
Uczęszczała do gimnazjum St. Catholic w Finchley, na północ od Londynu. Początkowo pracowała jako modelka. Collins po raz pierwszy ukazała się w telewizji na pokazie Brechin Productions, w którym zagrała See, jednego z dwóch błaznów sądu w Sądzie Kinga, zagranego przez Marka Speighta. Później ukazała się w miniserialu Dziesiąte królestwo. Wystąpiła też w niewielu epizodach programu służb ratowniczych BBC 999 Lifesavers i jednym epizodzie popularnego serialu TV dla dzieci Chucklevision jako hiszpańska księżniczka.
W 2001 roku, Collins zagrała w głównej roli w Kanale La Manche 4. Niefortunnie w tym samym roku aktorka została ranna w poważnym wypadku samochodowym, po którym zapadła w śpiączkę i była hospitalizowana przez bardzo długi czas. Po tym zdarzeniu kontynuowała karierę aktorską.
O 1:20 po południu 3 stycznia 2008 roku, została znaleziona martwa w wannie. Przyczyną śmierci było przedawkowanie kokainy.